# Nattljusallamanda
Nattljusallamanda (Allamanda oenotherifolia) art i familjen oleanderväxter från Brasilien. Arten förekommer troligen inte i odling i Sverige.
Odlade plantor under detta namn är vanligen buskallamanda (A. schottii).

## Odling
See allamandasläktet. Minimitemperatur som friplanterad i växhus 5°C.

### Webbkällor
- Svensk Kulturväxtdatabas